# Oxydia coarctata
Oxydia coarctata là một loài bướm đêm trong họ Geometridae.